# さくら優和パートナーズ
税理士法人 さくら優和パートナーズ（さくらゆうわパートナーズ）は熊本県熊本市、福岡県福岡市博多区、鹿児島県鹿児島市の3か所に本拠を置く税理士法人で九州最大級の会計事務所のひとつである。税務・会計のほか、起業家支援、医業経営支援、企業組織再編、相続・事業承継、事業計画の立案などの業務を行う。熊本県が創設した「ブライト企業認定制度」に2期連続認定されている。

## 概要
2015年、熊本、福岡、鹿児島にあった3つの会計事務所がM&Aではなく、「アライアンス」という形で統合（対等合併）し職員数100名を超える会計事務所「税理士法人 さくら優和パートナーズ」が発足する。30-40人規模の事務所同士が対等に経営統合する例は非常に珍しく、大規模税理士法人としての存在感を示しつつも、M&Aで問題化されやすい「人」「金」などの諸問題を回避し、あえて吸収という形をとらないことでメリットを得、デメリットを回避させ、3拠点が対等な関係で一つの税理士法人を誕生させた。3事務所はそれぞれ独立採算となっており、経営のスタイルや人事に関しても事務所同士が関与しない。しかし、3つの会計事務所がアライアンスを構築することで、例えば熊本の顧客が福岡や鹿児島に新規出店を考えるときなど、熊本だけを拠点として活動していると他地域の情報がないためアドバイスができないが、アライアンスを組むことで一気に解消できるとしている。実際に統合により、熊本・鹿児島の伸びは大きく、年間100件以上の顧客増を達成しており大規模化のメリットがあったとされる。3拠点は物理的距離が大きいが、主にサイボウズのクラウドサービスを活用し、生命保険、オペレーティングリース、不動産などの情報を共有することで距離的デメリットを解消している。代表社員の岡野訓は、情報を共有しなければ、アライアンスの意味が全くないと考えている。
税務顧問以外のサービスは、別会社の優和コンサルティングが行う。弁護士・司法書士・税理士・社会保険労務士等それぞれの専門家と連携することで、相互チェックが図れる体制を敷いている。さらに、金融機関、信託を専門に扱う会社とも提携している。
近年では、熊本本部ではM&Aが好調である。通常多くの会計事務所では監査担当者がM&A担当を兼ねるが、同社では専任者を置き、年間1億円近い売上げを達成している。その前提として、岡野はかつては各担当者が20-25件の顧客を持ち、すべての面倒を見るという旧来のやり方を見直し、監査担当者から専門的な部分を分離、所内に資産税、経営支援、不動産などそれぞれの専門部隊を結成し、M&Aもその一つとして位置づけることで経営手法の改革を行った。これにより、顧客は担当者が誰であれ同じサービスを享受できるようになった。また、他の会計事務所では多くは行われていない事業継承に関する「参謀役」的な支援用務にも積極的に取り組んでおり、「特例継承計画」ではすでに10件以上の策定実績がある。
2018年 11月には金融商品仲介業の登録を終え有価証券の売買業務を開始したが、金融機関以外の会計事務所が手掛けるのは珍しい。

## 沿革
- 2002年（平成14年）4月5日 - 岡野訓が銀行勤務を経て、熊本にて岡野会計事務所 開設[2][11]。
- 2008年（平成20年） - 宮部税理士事務所(熊本市)と合併し、「税理士法人 熊和パートナーズ」 設立[11]。
- 2014年（平成26年） - 藤田ひろみ税理士事務所（福岡市）と経営統合し、「税理士法人 優和パートナーズ」へ社名変更[11]。
- 2015年（平成27年） 10月30日 - 税理士法人鹿児島さくら会計と税理士法人優和パートナーズの経営統合により、税理士法人さくら優和パートナーズを設立[2][6]。
- 2018年（平成30年） 
  - 8月 - 福岡市のシステム開発会社と、事業計画書を作成し月毎の予算と実績を対比するなど数字を「見える化」し、スマホで確認できる独自の経営管理アプリを共同開発[1]。
  - 11月 - 金融商品仲介業の登録を終え有価証券の売買業務を開始[1]。
- 2019年（平成31年/令和元年）
  - 4月1日 - 同年4月1日から平成33年3月31日までの2年間の行動計画を策定。目標1「テレワーク勤務制度の周知と利用促進」、目標2「時間外勤務削減の推進」、目標3「有給休暇消化率50%超を目指す」[2]。
  - 10月 - JR熊本駅近くに本社を移転。執務室には固定席を設けない「フリーアドレス」とし、将来の社員像にも対応できるようにする。
- 2020年（令和2年）- 「健康経営優良法人」2020認定[12]。
- 2021年（令和3年） 
  - 「健康経営優良法人」2021認定[13]。
  - 7月5日 - 相続・事業承継に特化した「サクラマチ熊本中央支店」開設。本部の資産税課と不動産課を移設[3][14]。
- 2022年（令和4年） 
  - 3月9日 - 「健康経営優良法人」2022認定[15]。
  - 7月21日 - 福岡大名支店開設[16]。
  - 8月30日 - 熊本県SDGs登録事業者（第1期）登録認定[5]。
- 2023年（令和5年）  
  - 4月 - 4社の会計事務所が共同出資し、一般社団法人共創経営推進機構（通称：COMBO）設立[17]。
  - 7月1日 - 博多セントラル開設[18]。

[その他]

## 書籍
- 『実践／一般社団法人・信託 活用ハンドブック』（清文社）ISBN 9784433630089[19]
- 『速報版 税理士が押さえておきたい 民法相続編の改正』（清文社）ISBN 9784433650889[19]
- 『税務訴訟と要件事実論』（清文社）ISBN 9784433229450[19]
- 『一般社団・信託の活用ハンドブック』（清文社）[6]
- 『事業継承とその税務対策』（金融経済新聞社）[6]
- 『実務目線から見た事業継承の実務』（大蔵財務協会）[6]
- 『税理士が勧める院長の事業継承』（大蔵財務協会）[6]
- 『連結納税の鉄則30』（中央経済社）[20]
- 『「むずかしい税法条文」攻略本』（中央経済社）[20]
- 『相続税の鉄則50』（中央経済社）[20]
- 『消費税の鉄則30』（中央経済社）[20]
- 『再編税制の鉄則30』（中央経済社）[20]
- 『連結納税の鉄則30』（中央経済社）[20]

ほか

## 所在地
- 福岡本部 - 福岡県福岡市博多区博多駅中央街8番1号　JRJP博多ビル3階[2][21]
- 熊本本部 - 熊本県熊本市西区二本木4丁目9番45号　優和ビル[2][22]
- 鹿児島本部 - 鹿児島県鹿児島市東開町3番地170[2][23]
- サクラマチ熊本中央支店 - 熊本県熊本市中央区辛島町69番地　LAMONTE16階[14][24]
- 福岡大名支店 - 福岡市中央区大名2-9-17　アリスト大名3F[16]